# Ingolf Wunder

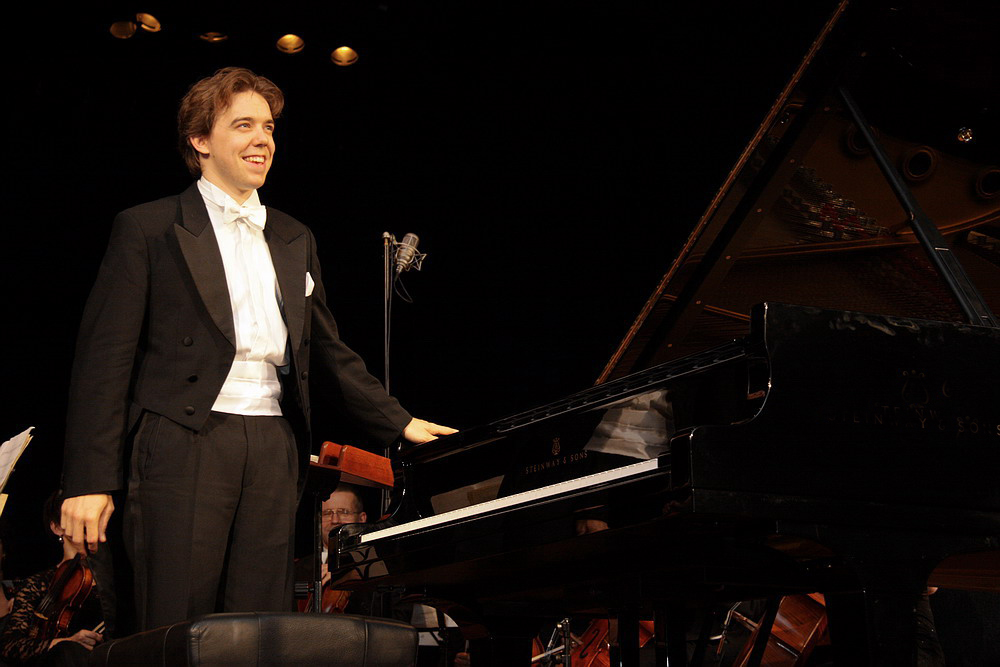
Ingolf Wunder, XVII MFM im. Krystyny Jamroz, Busko-Zdrój, 6 lipca 2011 r.

Ingolf Wunder (ur. 8 września 1985 w Klagenfurt am Wörthersee) – austriacki pianista. Laureat II nagrody na XVI Międzynarodowym Konkursie Pianistycznym im. Fryderyka Chopina.

## Życiorys
W wieku czterech lat zaczął pobierać lekcje gry na skrzypcach w szkole muzycznej w Klagenfurt am Wörthersee. Naukę kontynuował przez dziesięć lat. W wieku lat czternastu, za namową nauczyciela muzyki, który dostrzegł u niego talent do gry na fortepianie, Wunder porzucił skrzypce na rzecz tego drugiego instrumentu. Po niespełna pół roku nauki w Konservatorium Linz, zadebiutował jako pianista w Schubertsaal w Wiener Konzerthaus. Debiut okazał się sukcesem i przekonał Wundera o słuszności podjętej decyzji dotyczącej zmiany instrumentu. Od tej pory na dobre związał z fortepianem. W wieku piętnastu lat dał swój pierwszy koncert z orkiestrą. Po czterech latach nauki w Linzu, przeniósł się do Wiednia, aby rozpocząć studia w Universität für Musik und darstellende Kunst. Pod koniec 2008 roku jego muzycznym mentorem stał się Adam Harasiewicz.
Do tej pory występował w Austrii, Francji, Niemczech, Chinach, Japonii, Skandynawii, Rosji, Izraelu, Luksemburgu, na Cyprze, w Belgii, Portugalii, Hiszpanii, Stanach Zjednoczonych, Czechach, Argentynie, na Węgrzech, we Włoszech i w Polsce.

## Nagrody
- wrzesień 1999: VI Concorso Internazionale di Musica – Premio Vittoria Caffa Righetti (Cortemilia, Włochy) – I nagroda
- październik 1999: XIV Europejski Konkurs Muzyczny (Turyn, Włochy) – zwycięzca w swojej kategorii wiekowej
- listopad 1999: 63. Konkurs Pianistyczny Steinway (Hamburg, Niemcy) – I nagroda
- marzec 2000: Concours Musical de France (Asti, Francja) – I nagroda
- maj 2000: Prima la musica 2000 Music Competition (Feldkirch, Austria) – I nagroda
- czerwiec 2000: VI Trofeo Internazionale (Casarza Ligure, Włochy) – I nagroda
- wrzesień 2001: 36. Konkurs im. Ferenca Liszta (Budapeszt, Węgry) – Nagroda Liszta
- październik 2010: XVI Międzynarodowy Konkurs Pianistyczny im. Fryderyka Chopina (Warszawa, Polska) – II nagroda (ex aequo z Lukasem Geniušasem); nagroda za najlepsze wykonanie Poloneza-Fantazji op. 61; nagroda za najlepsze wykonanie koncertu